# (510) Mabella
(510) Mabella es un asteroide perteneciente al cinturón de asteroides descubierto el 20 de mayo de 1903 por Raymond Smith Dugan desde el observatorio de Heidelberg-Königstuhl, Alemania.
Está nombrado en honor de Mabel Loomis Todd, hija del astrónomo Elías Loomis y esposa del también astrónomo David P. Todd.